# قلعة رأس العين (فريانا)
قلعةأبراج رأس العين بالقصرين  هو معلم أثري تونسي مصنف من قبل المعهد الوطني للتراث يقع في ولاية القصرين في الوسط الغربي التونسي، تحديدا في مدينة فريانة تم تصنيف المعلم في يوم 26 جانفي 1893.